# Ка Гаспарини (Венеција)
Ка Гаспарини (итал. Ca' Gasparini) је насеље у Италији у округу Венеција, региону Венето.
Према процени из 2011. у насељу је живело 28 становника. Насеље се налази на надморској висини од 2 м.